# سالواتوره گالو (بازیکن فوتبال)
سالواتوره گالو (انگلیسی: Salvatore Gallo؛ زادهٔ ۲۰ اوت ۱۹۹۲) بازیکن فوتبال اهل ایتالیا است.
از باشگاه‌هایی که در آن بازی کرده‌است می‌توان به باشگاه فوتبال کیه‌وو ورونا، باشگاه فوتبال آ. ث. لومتزانه، و باشگاه فوتبال ونتزیا اشاره کرد.